# Thomas Haugh
Thomas "Tom" Haugh, född 17 januari 1943 i Lemmon, South Dakota, död 4 augusti 2017, var en amerikansk ishockeymålvakt som spelade i det amerikanska landslaget i bland annat OS 1964. Han spelade i Rögle BK under säsongerna 1966/67 och 1967/68 tillsammans med bland andra Ulf Sterner.